# Herbert Gerisch-Stiftung
Die Herbert Gerisch-Stiftung ist eine 2001 von Brigitte und Herbert Gerisch gegründete Kunststiftung mit Sitz in Neumünster-Brachenfeld in Schleswig-Holstein. Die Stiftung dient der Pflege, Förderung und Präsentation von regionaler sowie internationaler Gegenwartskunst. Zeitgleich mit ihrer Gründung erfolgte der kontinuierliche Aufbau eines Skulpturenparks internationalen Zuschnitts.

## Stiftung

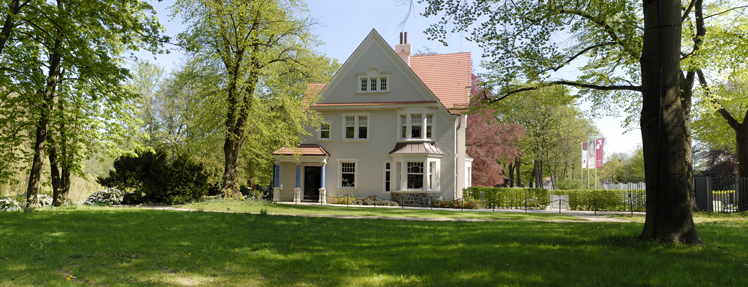
Die Villa Wachholtz, Sitz der Herbert Gerisch-Stiftung in Neumünster

Zur Stiftungsanlage und seinen Gebäuden zählen die Villa Wachholtz, ein historischer Landhausgarten (beide denkmalgeschützt) sowie die Gerisch Galerie samt einem weiteren Gartengrundstück. Der skulpturale Glaszaun wurde von Olaf Nicolai gestaltet. Nach umfänglichen Restaurierungsarbeiten an Villa und historischem Garten, der landschaftgärtlichen Integration aller Gebäude und Grünanlagen nahm die Stiftung im September 2007 ihren regulären Ausstellungsbetrieb auf. Mit jährlich bis zu drei großen Wechselausstellungen sowie kleineren Kabinettsausstellungen liegen weitere Schwerpunkte der Stiftung auf der Herausgabe von Publikationen und museumspädagogischen Aktivitäten. Das Angebot der Stiftung umfasst ebenso kulturelle Veranstaltungen, Lesungen, Konzerte und Podiumsdiskussionen. Die Stiftung und das dazugehörige Cafe sind während der Ausstellungen fünf Tage in der Woche geöffnet.

## Skulpturenpark

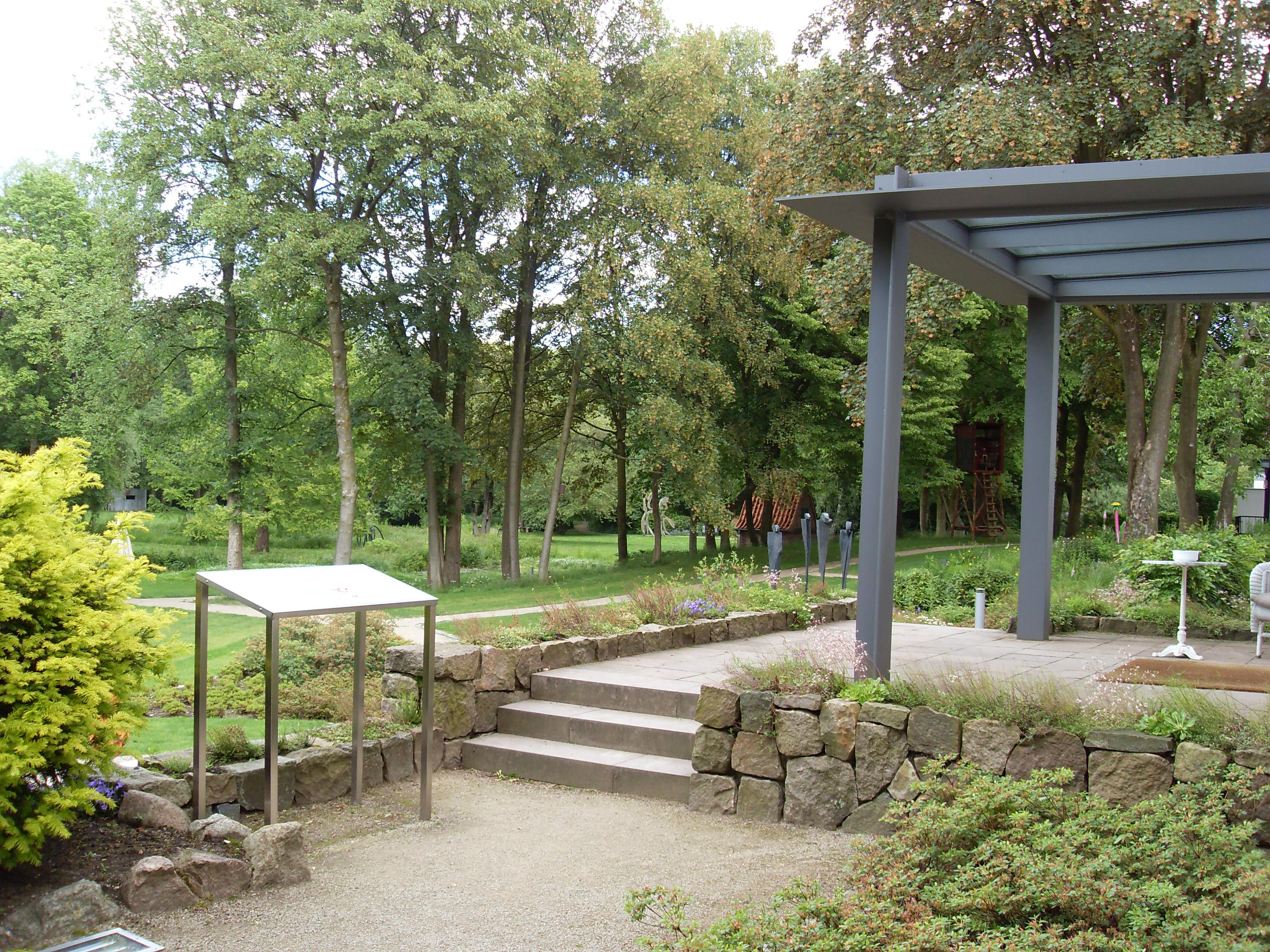
Blick in den Gerisch-Skulpturenpark

Mit Gründung wurde der Garten im Stile eines englischen Landschaftsgartens, mit einem Skulpturenpark angelegt. Durch die Zustiftung der Villa Wachholtz und ihres Grundstücks konnte seine Fläche erheblich um die des historischen Landschaftsgartens erweitert werden. Im Juli 2012 zählte der Bestand 22 Skulpturen. Unter ihnen befinden sich Werke von Horst Antes, Abraham David Christian, Bogomir Ecker, Thorsten Goldberg, Menashe Kadishman, Brigitte Kowanz, Pit Kroke, Ian Hamilton Finlay, Carsten Höller, Res Ingold, Markus Lüpertz, Olaf Nicolai, Morio Nishimura, Mimmo Paladino sowie Anne und Patrick Poirier.

## Ausstellungen
Mit der Ausstellung „Henry Moore - Wie die Natur“ begann der reguläre Ausstellungsbetrieb der Herbert Gerisch-Stiftung im September 2007. Ihr folgten große Ausstellungen mit international anerkannter Gegenwartskunst, darunter Einzelausstellungen von Ah Xian (2008), Mark Dion (2009), Brigitte Kowanz und Romuald Hazoumè (beide 2010), Yehudit Sasportas und Carsten Höller (beide 2011), Thorsten Goldberg (2012); Doppelausstellungen von Cecilia Edefalk/Caroline von Grone (2010) und Olrik Kohlhoff/Bjørn Melhus (2011). Mit der aufwendigen Ausstellung „Emil Nolde und sein Sammler Paul Ströhmer“ (2011/12) gelang es, eine überwiegend expressionistische Sammlung zu rekonstruieren, die sich in der ersten Hälfte des 20. Jahrhunderts einst in der Villa Wachholtz befand.
Neben den großen Ausstellungen finden im Erdgeschoss der Villa Wachholtz regelmäßig Kabinettsausstellungen statt, mit den Werken regionaler Künstler oder historischen Rückblicken. Eingeladen werden darüber hinaus in größeren Abständen Studenten von Kunsthochschulen, etwa der Kieler Muthesius Kunsthochschule (2008) oder der Hochschule für Angewandte Kunst in Wien (2010).

## Ausstellungsräume

### Villa Wachholtz

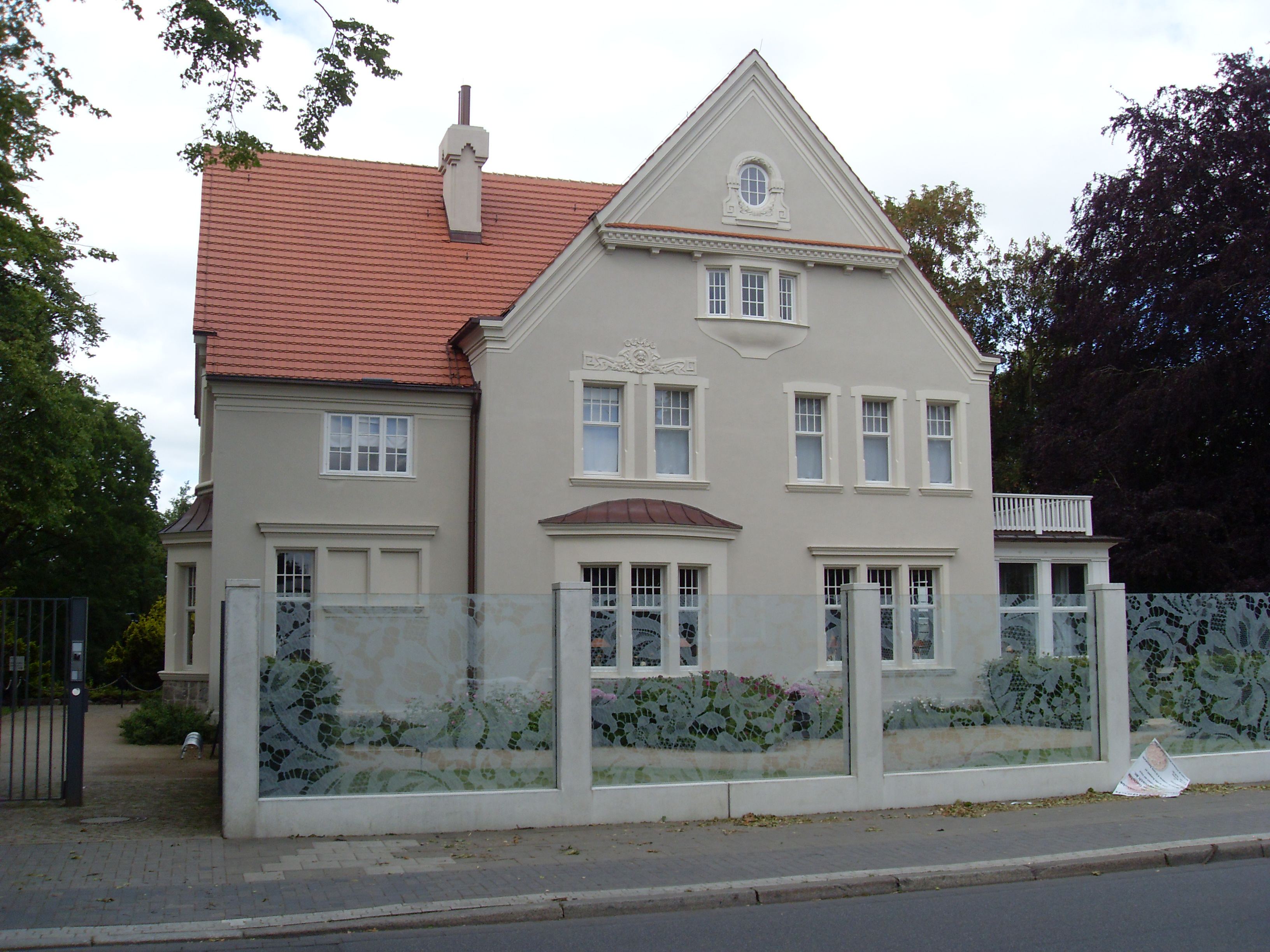
Villa Wachholtz von der Straßenseite

Die Villa Wachholtz wurde 1903 von dem Buntpapierfabrikanten Paul Ströhmer nach Entwürfen des Kirchenbaumeisters Hans Schnittger errichtet. Das Jugendstilgebäude gehört zu den herausragenden Villenarchitekturen der Stadt Neumünster, an der sich der wirtschaftliche Aufstieg einer norddeutschen Industriestadt zeigt, die lange Zeit den Ruf eines „Manchesters Norddeutschlands“ genießen durfte.
1924 ging die Villa in den Besitz des Verlegers Karl Wachholtz über, dem Neffen des Erbauers Paul Ströhmer. 2004 übertrug die Stadt Neumünster der Herbert Gerisch-Stiftung die zu dem Zeitpunkt stark sanierungsbedürftige Villa Wachholtz in Form einer Zustiftung. Nach der Restaurierung durch die Gerisch-Stiftung in Zusammenarbeit mit dem Landesamt für Denkmalpflege im Jahr 2007 bietet die historische, 700 m² große Villa Raum für Wechselausstellungen zeitgenössischer Malerei, Grafik, Fotografie, Skulptur und Videokunst. Neben einem Museumsshop ist weiterhin ein Bistro-Café mit Gartenterrasse in der Villa untergebracht.

### Gerisch Galerie
1967 errichtete der Stifter Herbert Gerisch auf dem Nachbargrundstück der Villa Wachholtz ein modernes und repräsentatives Wohnhaus im typischen Villenstil der 1960er Jahre. Im ehemaligen Schwimmbadtrakt befindet sich heute die Gerisch-Galerie mit ca. 160 Quadratmetern Ausstellungsfläche.

## Landschaftsgarten
1924/25 wurde von dem Lübecker Gartenarchitekten Harry Maasz im Norden und Westen der Villa Wachholtz ein etwa 2,5 Hektar großer Landhausgarten im Stile eines Reformgartens angelegt. Nach unterschiedlichen Nutzungen, die Verwilderung und Verfall begünstigten, wurde er 2006/07 sorgfältig restrukturiert und steht seitdem unter Denkmalschutz. Heute präsentiert er sich seinen Besuchern als Gartenkunstwerk des frühen zwanzigsten Jahrhunderts. Harry Maasz (1880 bis 1946) gehörte neben Leberecht Migge, Alfred Lichtwark und Fritz Schumacher zu den führenden Vertretern der Gartenkunstreform. In seinem 1926 erschienenen Buch „Kleine und große Gärten“ beschreibt er die Umgestaltung des Gartens der Wachholtzschen Villa in Neumünster. Als freiberuflicher Gartengestalter der ersten Generation begriff Maasz den so genannten Reformgarten nicht als Ausschnitt, sondern als Bestandteil der vorgefundenen Landschaft. Die Verschmelzung von Garten und Landschaft war ihm ebenso wichtig wie der Übergang von Wohngebäude, Gartenlandschaft und umgebender Naturlandschaft.

## Stifterpaar
Auf Initiative des Stifterpaares Brigitte und Herbert Gerisch wurde im Jahr 2001 die nach ihnen benannte Stiftung ins Leben gerufen. Herbert Gerisch (ehemals Bürgermeister und Kulturdezernent von Neumünster und Mitglied des Landtags von Schleswig-Holstein) möchte dazu beitragen, das ehemalige Textil- und Lederzentrum Schleswig-Holsteins zu einer „Stadt der modernen Skulptur“ zu machen. 2002 haben Brigitte und Herbert Gerisch begonnen, eine auf jährlichen Zuwachs hin konzipierte Skulpturensammlung aufzubauen. Der jüngste Erwerb (2012) ist die Skulptur Cumulus 11.08 des Berliner Künstlers Thorsten Goldberg.

## Künstlerische Leitung und Ausrichtung
Von 2007 bis 2015 war Martin Henatsch als Künstlerischer Leiter der Stiftung verantwortlich. Das Ausstellungsprogramm der Herbert Gerisch-Stiftung orientiert sich einerseits am Bestand der vorhandenen Skulpturen-Sammlung, andererseits am spezifischen Charakter des historischen Landhausgartens.